# سيرجي بورزوف
سيرجي بورزوف (بالإنجليزية: Sergey Borzov) (من مواليد 14 يناير 1981) هو متسابق أوزبكستاني في ركوب الكنو في منتصف عقد 2000. في الألعاب الأولمبية الصيفية 2004 في أثينا تم إقصاؤه في الدور قبل النهائي في سباقي ك2 500 متر وك4 1000 متر.

## وصلات خارجية
- سيرجي بورزوف على موقع الاتحاد الدولي للكانو (الإنجليزية)
- سيرجي بورزوف على موقع أوليمبيديا (الإنجليزية)

- بروفايل